# نينا غريغ
نينا غريغ (بالنرويجية البوكمول: Nina Hagerup Grieg)‏ هي عازفة بيانو وملحنة ومغنية نرويجية، ولدت في 24 نوفمبر 1845 في برغن في النرويج، وتوفيت في 9 ديسمبر 1935 في كوبنهاغن في الدنمارك.

## وصلات خارجية
- نينا غريغ على موقع ميوزك برينز (الإنجليزية)
- نينا غريغ على موقع ديسكوغز (الإنجليزية)